# خط طول 92° غرب
خط طول 92° غرب هو أحد خطوط الطول الجغرافية، والتي تمتد من القطب الشمالي الجغرافي إلى القطب الجنوبي الجغرافي، وحسب التحويل الزمني يتأخر خط طول 92° غرب عن خط غرينتش بـ6 ساعة و8 دقيقة.

## من القطب إلى القطب
ينطلق خط طول 92° غرب من القطب الشمالي نحو القطب الجنوبي مرورا بالمناطق التي ترد في الجدول التالي:
| الإحداثيات                         | البلد أو الإقليم أو البحر | ملاحظات |
| ---------------------------------- | ------------------------- | --- |
| 90°0′N 92°0′W / 90.000°N 92.000°W  | المحيط المتجمد الشمالي    | Passing just west of جزيرة إليسمير, نونافوت, كندا (at 81°38′N 91°56′W / 81.633°N 91.933°W) · Passing just west of Krueger Island, نونافوت, كندا (at 81°35′N 91°57′W / 81.583°N 91.950°W) |
| 81°31′N 92°0′W / 81.517°N 92.000°W | كندا                      | نونافوت — Fjeldholmen Island |
| 81°30′N 92°0′W / 81.500°N 92.000°W | Nansen Sound              | |
| 81°11′N 92°0′W / 81.183°N 92.000°W | كندا                      | نونافوت — جزيرة أكسل هايبرغ |
| 78°12′N 92°0′W / 78.200°N 92.000°W | Norwegian Bay             | |
| 76°39′N 92°0′W / 76.650°N 92.000°W | كندا                      | نونافوت — جزيرة ديفون |
| 74°46′N 92°0′W / 74.767°N 92.000°W | Parry Channel             | Barrow Strait |
| 74°0′N 92°0′W / 74.000°N 92.000°W  | كندا                      | نونافوت — Somerset Island |
| 72°47′N 92°0′W / 72.783°N 92.000°W | Prince Regent Inlet       | |
| 71°30′N 92°0′W / 71.500°N 92.000°W | خليج بوتيا                | |
| 70°25′N 92°0′W / 70.417°N 92.000°W | كندا                      | نونافوت — شبه جزيرة بوتيا (mainland) |
| 70°0′N 92°0′W / 70.000°N 92.000°W  | خليج بوتيا                | Lord Mayor Bay |
| 69°33′N 92°0′W / 69.550°N 92.000°W | كندا                      | نونافوت — mainland |
| 62°49′N 92°0′W / 62.817°N 92.000°W | خليج هدسون                | رانكين إنلات |
| 62°39′N 92°0′W / 62.650°N 92.000°W | كندا                      | نونافوت — mainland |
| 62°32′N 92°0′W / 62.533°N 92.000°W | خليج هدسون                | |
| 57°3′N 92°0′W / 57.050°N 92.000°W  | كندا                      | مانيتوبا أونتاريو — from 54°55′N 92°0′W / 54.917°N 92.000°W |
| 48°14′N 92°0′W / 48.233°N 92.000°W | الولايات المتحدة          | مينيسوتا |
| 46°50′N 92°0′W / 46.833°N 92.000°W | بحيرة سوبيريور            | |
| 46°42′N 92°0′W / 46.700°N 92.000°W | الولايات المتحدة          | ويسكونسن مينيسوتا — from 44°22′N 92°0′W / 44.367°N 92.000°W آيوا — from 43°30′N 92°0′W / 43.500°N 92.000°W ميزوري — from 40°36′N 92°0′W / 40.600°N 92.000°W أركنساس — from 36°30′N 92°0′W / 36.500°N 92.000°W لويزيانا — from 33°1′N 92°0′W / 33.017°N 92.000°W, the mainland and Marsh Island |
| 29°33′N 92°0′W / 29.550°N 92.000°W | خليج المكسيك              | |
| 18°43′N 92°0′W / 18.717°N 92.000°W | المكسيك                   | ولاية كامبيتشي تاباسكو — from 18°3′N 92°0′W / 18.050°N 92.000°W تشياباس — from 17°53′N 92°0′W / 17.883°N 92.000°W |
| 15°37′N 92°0′W / 15.617°N 92.000°W | غواتيمالا                 | |
| 14°21′N 92°0′W / 14.350°N 92.000°W | المحيط الهادئ             | |
| 60°0′S 92°0′W / 60.000°S 92.000°W  | المحيط الجنوبي            | |
| 72°35′S 92°0′W / 72.583°S 92.000°W | القارة القطبية الجنوبية   | المطالب الإقليمية بالقارة القطبية الجنوبية |